# Benga
El benga és una llengua bantu occidental parlada pel poble benga de Guinea Equatorial i Gabon. Té una variant dialectal anomenada Bapuku. Els parlants de benga viuen a la petita zona costanera de Mbini, el Cap de San Juan, enclavaments suburbans de Río Benito i Bata, i a les illes de Corisco, Elobey Chico i Elobey Grande. A Gabon és parlat per un miler de persones al nord de Libreville.

## Texts
- Malěndwě ma holi ma panga ya vyo: Na Benga ....  American Bible society, 1898 [Consulta: 25 agost 2012].
- Westminster assembly of divine. The Shorter Catechism, in the Benga Language, 1858 [Consulta: 25 agost 2012].
- American Bible Society. Panga ea kya, ekulu ya bebale...: The New Testament in the Benga language....  American Bible Society, 1893 [Consulta: 25 agost 2012].
- The gospel according to Matthew: translated into the Benga language.  American Bible Society, 1881 [Consulta: 25 agost 2012].